# Космешть (комуна, Телеорман)
Космешть, Космешті (рум. Cosmești) — комуна у повіті Телеорман в Румунії. До складу комуни входять такі села (дані про населення за 2002 рік):
- Космешть (1170 осіб)
- Чуперчень (1629 осіб)

Комуна розташована на відстані 58 км на захід від Бухареста, 36 км на північ від Александрії, 125 км на схід від Крайови.

## Населення
За даними перепису населення 2002 року у комуні проживали 2799 осіб. Усі жителі комуни рідною мовою назвали румунську.
Національний склад населення комуни:
| Національність | Кількість осіб | Відсоток |
| -------------- | -------------- | -------- |
| румуни         | 2722           | 97,2%    |
| цигани         | 77             | 2,8%     |

Склад населення комуни за віросповіданням:
| Релігія       | Кількість осіб | Відсоток |
| ------------- | -------------- | -------- |
| православні   | 2785           | 99,5%    |
| п'ятдесятники | 13             | 0,5%     |
| баптисти      | 1              | < 0,1%   |

## Зовнішні посилання
- Дані про комуну Космешть на сайті Ghidul Primăriilor [Архівовано 3 липня 2009 у Wayback Machine.]